# Молекулярный позитроний
Молекуля́рный позитро́ний, дипозитро́ний, Ps2 — молекула, состоящая из двух атомов позитрония (то есть связанная система из двух электронов и двух позитронов).
В 1946 Дж. А. Уилер предположил, что два атома позитрония могут объединиться в молекулу с энергией связи около 0,4 эВ (дипозитроний). В 2005 году появились сообщения о возможном наблюдении молекулярного позитрония Ps2, подтверждённые в сентябре 2007 года. Молекулярный позитроний был открыт Дэвидом Кассиди и Алленом Милзом из Калифорнийского университета в Риверсайде. Молекулы Ps2 были обнаружены при облучении тонкой плёнки пористого кварца мощным потоком позитронов. При торможении в кварце позитроны захватывали в нём электроны, образуя атомы позитрония, некоторые из которых жили до аннигиляции достаточное время, чтобы, в свою очередь, провзаимодействовать друг с другом и образовать молекулы Ps2.
Усовершенствования в технике этого эксперимента к 2010 году позволили исследовать взаимодействия поляризованных атомов позитрония. В 2012 году Кассиди и др. сумели получить возбуждённое состояние позитрония с орбитальным квантовым числом L = 1.